# Aiden
Aiden is een Amerikaanse rockband uit Seattle, Washington. De band is opgericht in 2003.

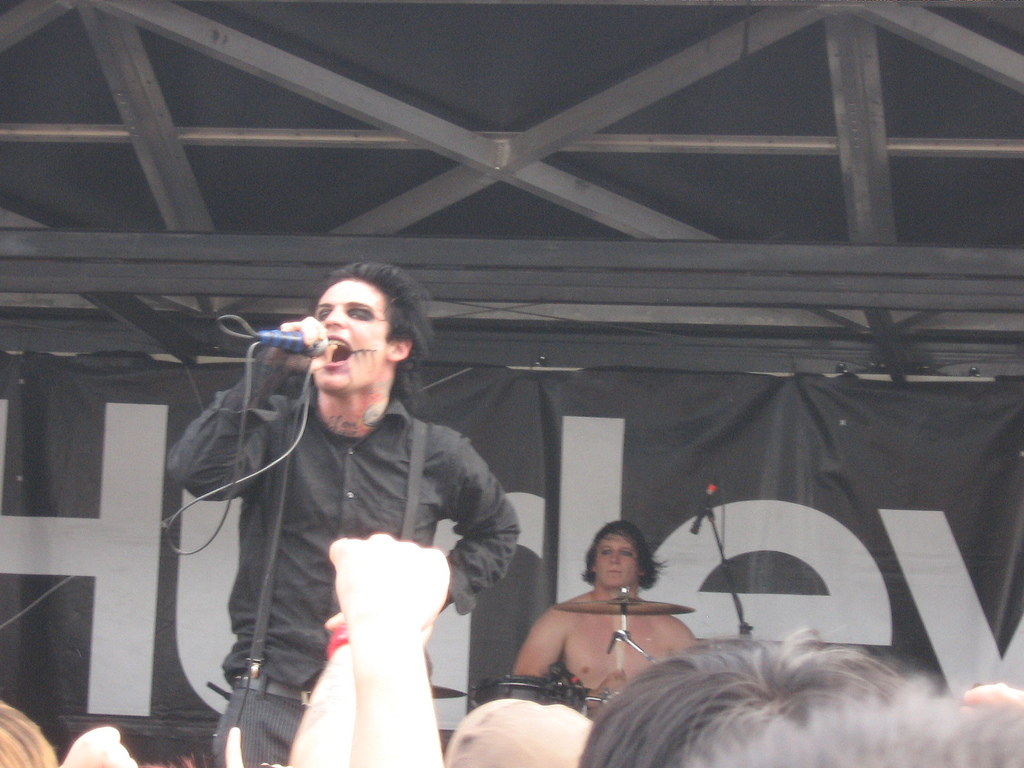
Wil Francis en Aiden op de Warped Tour 2006 in Denver, Colorado

## Bezetting

### Huidige bezetting
- Wil Francis - Zanger
- Jake Wambold - Gitarist
- Angel Ibarra - Gitarist
- Nick Wiggins - Bassist
- Jake Davison - Drummer

## Biografie
Aiden werd gevormd in 2003 en brachten hun eerste full-album, getiteld Our Gang's Darkest Oath, uit op Dead Teenager Records in 2004. Hetzelfde jaar werden ze al getekend op Victory Records. Een jaar later, in oktober 2005, bracht de band hun tweede album uit, Nightmare Anatomy. 
Ze speelden hierna onder andere met HIM en stonden ook op de Warped Tour in de Verenigde Staten. Daarnaast speelden ze ook nog enkele headline-tours in heel Europa. 
In oktober 2006 brachten ze de ep Rain In Hell uit, waarna ze toerden met Silverstein en Hawthorne Heights. 
In 2007 toerden ze met Lostprophets door Europa. Daarnaast brachten ze op 21 augustus 2007.hun derde studio-album Conviction uit.

## Discografie

### Albums
- Our Gang's Darkest Oath - 2004
- Nightmare Anatomy - 2005
- Conviction - 2007
- Knives - 2009
- Disguises - 2011
- Some Kind Of Hate - 2011

### Ep
- A Split of Nightmares - samen met Stalin's War - 2004
- Rain In Hell - 2006